# Уманский завод «Мегомметр»
Уманский завод «Мегомметр» — промышленное предприятие в городе Умань Черкасской области Украины.

## История
Уманский завод электроизмерительных приборов «Мегомметр» был построен в соответствии с шестым пятилетним планом развития народного хозяйства СССР в 1956 - 1957 гг. и введён в эксплуатацию 5 марта 1957 года. 
Первой продукцией предприятия были трансформаторы тока УТТ-5 и УТТ-6М, выпуск которых начался в 1957 году. В 1958 году начала работать линия по сборке мегомметров М1101. В результате успешного освоения производства нового вида продукции в конце 1958 года бригаде комсомолки Л. М. Кучерявой завода «Мегомметр» одной из первых в Черкасской области было присвоено почётное звание "бригада коммунистического труда".
В 1959 году началось расширение завода. В 1959 – 1963 годы был построен сборочный корпус, в 1966 – 1969 годы – корпус заготовительных  цехов. Также, «Мегомметр» стал вторым (после швейной фабрики) предприятием города, оснащённым конвейерными линиями.
В это же время завод одним из первых перешёл на новую систему планирования и экономического стимулирования, что повысило производительность труда. К началу 1970-х годов завод стал одним из крупнейших предприятий города. Производственный план восьмой пятилетки (1966 - 1970 гг.) завод выполнил на 180%. Конструкторы завода разработали несколько новых видов приборов (пять из которых получили Государственный знак качества СССР).
В 1971 году завод производил свыше 20 наименований приборов (мегомметры, потенциометры, трансформаторы и др.). На предприятии началось внедрение автоматической системы управления. В этом же 1971 году рабочий инструментального цеха завода, коммунист В. И. Веселовский выполнил производственный план на 223% и вошёл в число лучших рабочих города.
В 1971 – 1974 годы был построен административно-лабораторный корпус завода, в 1973 году – прирельсовая база.
В целом, в советское время завод был предприятием союзного подчинения и входил в число ведущих предприятий города.
После провозглашения независимости Украины, в мае 1995 года Кабинет министров Украины утвердил решение о приватизации производственного объединения «Мегомметр». В дальнейшем, государственное предприятие было преобразовано в открытое акционерное общество Уманский завод «Мегомметр».
Позднее предприятие было реорганизовано в частное акционерное общество.

## Деятельность
Предприятие производит электротрансформаторы и электроизмерительные приборы (мегомметры, амперметры, вольтметры и др.).